# Rafael Catana
Rafael Catana (Veracruz, México, 20 de julio de 1955) es un compositor, poeta y músico mexicano. Integró colectivos artísticos como el infrarrealismo y el movimiento rupestre.

## Trayectoria
Realizó estudios en la Escuela Nacional de Música de la Universidad Nacional Autónoma de México. Participó en puestas en escena con el Colectivo Libre de Experimentación Teatral y Artística (CLETA). Forma parte del movimiento infrarrealista desde los años 70, y es fundador junto a Rockdrigo González y otros compositores del Movimiento Rupestre el cual según el periodista y compositor Roberto Ponce ideó el nombre junto a Alain Derbez.
En 1986 su pareja Elina Cariño murió en un incidente en el Tianguis Cultural del Chopo, lo que interrumpió su carrera hasta 1989, cuando decidió retomarla, publicando el disco Polvo de ángel en 1991. En 1993 inició colaboración con el músico Daniel Rivadeneyra, quien lo acompañó frecuentemente en sus presentaciones. Para 1997 grabó El nagual, en donde colaboraron 25 músicos.
Ha recorrido su país tocando en diferentes teatros, peñas, bares y espacios culturales como el Palacio de Bellas Artes, el Multiforo Cultural Alicia, entre muchos otros.
Como conductor de radio dirige el programa de rock y ritmos alternativos Pueblo de patinetas en Radio Educación.

## Estilo musical
Catana integra en su estilo el rock, el folk, la trova y los sones de Veracruz, viejas canciones urbanas, rock ácido y música norteña. 

## Obra

### Discografía
- Un Gato de Corazón Púrpura, 1989.
- Polvo de Ángel, 1991.
- El Nagual, 1997.
- La Rabia de los locos, Grabaxiones Alicia 2001.
- Caballo, 2010.
- Terregal, 2016, Grabaxiones Alicia.

### Poesía
- Los pájaros de la cervecería (Ediciones sin fin, 2015)